# Chrostosoma fassli
Chrostosoma fassli är en fjärilsart som beskrevs av Max Wilhelm Karl Draudt 1915. Chrostosoma fassli ingår i släktet Chrostosoma och familjen björnspinnare. Inga underarter finns listade i Catalogue of Life.